# Qendër (Fier)
Qendër è una frazione del comune di Fier in Albania (prefettura di Fier).
Fino alla riforma amministrativa del 2015 era comune autonomo, dopo la riforma è stato accorpato, insieme agli ex-comuni di Cakran, Dermenas, Frakull, Levan, Libofshë, Mbrostar, Portëz, Topojë a costituire la municipalità di Fier.

## Località
Il comune è formato dall'insieme delle seguenti località:
- Visoke
- Belishove
- Belistan
- Drenove
- Drenove fushe
- Kash
- Usoje
- Ngracie
- Lavdan
- Lapulec
- Lofkend
- Duka